# Goffarvattnet
Goffarvattnet är en sjö i Strömsunds kommun i Jämtland och ingår i Indalsälvens huvudavrinningsområde. Goffarvattnet ligger i Gråberget-Hotagsfjällen Natura 2000-område.